# Conselheiro de Estado da China
O conselheiro de estado (chinês simplificado: 国务委员, pinyin: guówù wěiyuán, lit. ‘Councilor for National Affairs’) é uma posição de alto escalão dentro do Conselho de Estado da República Popular da China, o órgão executivo do governo central da China. Está imediatamente abaixo do cargo de Vice-Primeiro-Ministro e acima dos Ministros de vários departamentos. A posição foi criada durante a reestruturação do Conselho de Estado em maio de 1982, quando onze conselheiros estaduais foram nomeados, dez dos quais eram Vice-Primeiros-Ministros até então.

## Função
Em teoria, os conselheiros devem ajudar o Primeiro-Ministro e seus Vices a supervisionar vários pastas do governo. Na prática, essas pastas podem ser muito amplas.  Eles também podem representar o Conselho de Estado (e, por sua vez, o governo da China) em visitas ao exterior, o que costuma ocorrer com frequência, como foi o caso de Tang Jiaxuan entre 2003 e 2008 e Dai Bingguo, que se tornou representante da China na Cúpula do G8 em 2009 na Itália, quando o presidente Hu Jintao decidiu interromper sua participação para retornar à China a fim de lidar com os tumultos de julho de 2009 em Urumqi. Os conselheiros fazem parte de um Comitê Permanente do Conselho de Estado, ao lado do Primeiro-Ministro, dos Vice-Primeiros-Ministros e do Secretário-Geral do Conselho de Estado, realizando reuniões semanais.

## Lista de conselheiros de estado

### 5º Conselho de Estado (1982–1983)
A posição foi criada durante a reestruturação do Conselho de Estado de maio de 1982. Onze conselheiros foram nomeados, dez dos quais eram Vice-Primeiros-Ministros até então, sendo a única exceção Zhang Jingfu.
1. Yu Qiuli
2. Geng Biao
3. Fang Yi
4. Gu Mu
5. Kang Shi'en
6. Chen Muhua
7. Bo Yibo
8. Ji Pengfei
9. Huang Hua
10. Zhang Jingfu
11. Zhang Aiping

### 6º Conselho de Estado (1983–1988)
1. Fang Yi
2. Gu Mu
3. Kang Shi'en
4. Chen Muhua
5. Ji Pengfei
6. Zhang Jingfu
7. Zhang Aiping
8. Wu Xueqian
9. Wang Bingqian
10. Song Ping
11. Song Jian

### 7º Conselho de Estado (1988–1993)
1. Li Tieying
2. Qin Jiwei
3. Wang Bingqian
4. Song Jian
5. Wang Fang
6. Zou Jiahua
7. Li Guixian
8. Chen Xitong
9. Chen Junsheng
10. Qian Qichen

### 8º Conselho de Estado (1993–1998)
1. Li Tieying
2. Chi Haotian
3. Song Jian
4. Li Guixian
5. Chen Junsheng
6. Ismail Amat
7. Peng Peiyun
8. Luo Gan - Secretário-Geral do Conselho de Estado

### 9º Conselho de Estado (1998–2003)
1. Chi Haotian
2. Luo Gan
3. Ismail Amat
4. Wu Yi
5. Wang Zhongyu - Secretário-Geral do Conselho de Estado

### 10º Conselho de Estado (2003–2008)
|                               |                             |                     |                                        |                                                         |
| Zhou Yongkang                 | Cao Gangchuan               | Tang Jiaxuan        | Hua Jianmin                            | Chen Zhili                                              |
| Ministro da Segurança Pública | Ministro da Defesa Nacional | relações exteriores | Secretário-Geral do Conselho de Estado | educação, ciência e tecnologia, cultura, saúde, esporte |

### 11º Conselho de Estado (2008–2013)
|                                                         |                                        |                             |                               |                     |
| Liu Yandong                                             | Ma Kai                                 | Liang Guanglie              | Meng Jianzhu                  | Dai Bingguo         |
| educação, ciência e tecnologia, cultura, saúde, esporte | Secretário-Geral do Conselho de Estado | Ministro da Defesa Nacional | Ministro da Segurança Pública | relações exteriores |

### 12º Conselho de Estado (2013–2018)
|                                                         |                             |                     |                               |                           |
| Yang Jing (removido do cargo em 2 de fevereiro de 2018) | Chang Wanquan               | Yang Jiechi         | Guo Shengkun                  | Wang Yong                 |
| Secretário-Geral do Conselho de Estado                  | Ministro da Defesa Nacional | relações exteriores | Ministro da Segurança Pública | resposta a desastres, etc |

### 13º Conselho de Estado (2018–2023)
|                             |                           |                                  |                                        |            |
| Wei Fenghe                  | Wang Yong                 | Wang Yi                          | Xiao Jie                               | Zhao Kezhi |
| Ministro da Defesa Nacional | resposta a desastres, etc | Ministro das Relações Exteriores | Secretário-Geral do Conselho de Estado |            |

### 14º Conselho de Estado (2023–presente)
|                             |                           |                                  |                                        |                               |
| Li Shangfu                  | Shen Yiqin                | Qin Gang                         | Wu Zhenglong                           | Wang Xiaohong                 |
| Ministro da Defesa Nacional | resposta a desastres, etc | Ministro das Relações Exteriores | Secretário-Geral do Conselho de Estado | Ministro da Segurança Pública |